# 2XL ATV Offroad
2XL ATV Offroad es un videojuego de carreras desarrollado por 2XL Games y lanzado en 2009 para teléfonos móviles y iOS.

## Jugabilidad
El juego cuenta con 3 tipos de circuitos diferentes en los que competir: Nacionales (circuitos al aire libre), Supercross y Freestyle (circuitos de acrobacias). Cuenta con un modo Arcade, que permite competir en cualquiera de los 16 circuitos disponibles, un modo Carrera (considerado el principal) y un modo multijugador a través de Wi-Fi o Bluetooth.
Cada una de las pistas del juego varía en su diseño, desde Rubicon (pinos cubiertos de nieve) hasta Castle Rock (polvo y cactus). El modo Carrera hace que el jugador avance a través de una cadena de 11 ligas, compuesta por varios eventos con combinaciones de pistas. No se incluyen funciones para desbloquear nuevos vehículos, mejorarlos ni personalizarlos.
Offroad utiliza de forma predeterminada un sistema de control basado en la inclinación, en el que la dirección la maneja el propio dispositivo. Existe una alternativa incluida en el esquema de control con joystick analógico virtual. Los botones en pantalla se utilizan para acelerar y frenar, con algunos botones más pequeños para realizar trucos.

## Recepción
La versión iOS recibió críticas "favorables" según el sitio web agregación de reseñas Metacritic.